# Sheng Xuanhuai

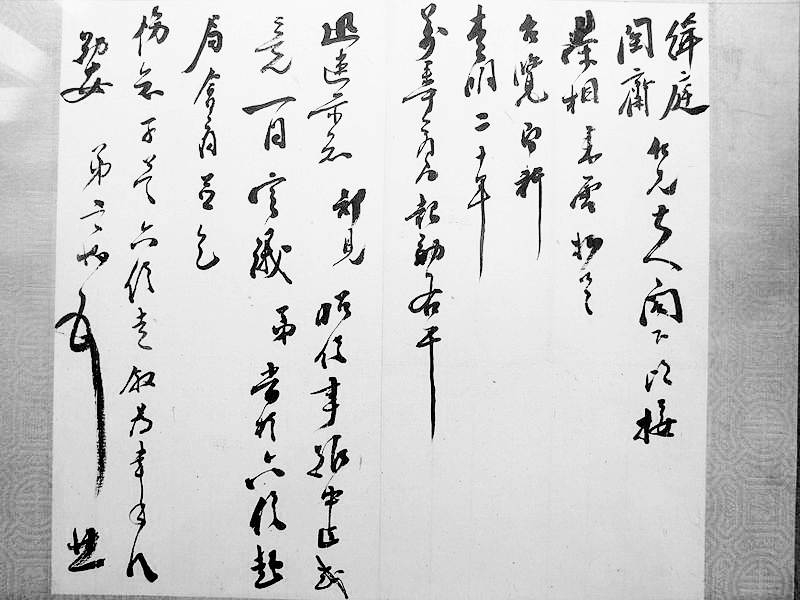
Sheng Xuanghuais kalligrafi.

Sheng Xuanhuai, född 4 november 1844 i Wujin, Jiangsu, död 27 april 1916 i Shanghai, var en kinesisk ämbetsman och entreprenör under den sena Qingdynastin som bland annat tjänstgjorde som Qing-regeringens transportminister och grundade Shanghai Jiao Tong-universitetet.